# Yunmen Wenyan

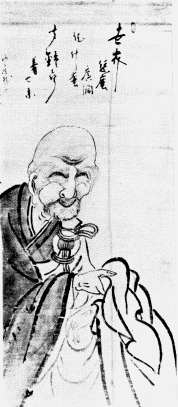
Yunmen Wenyan

Yunmen Wenyan (kinesiska: 雲門文偃; japanska: Ummon Bun'en), född 864, död 949, var en känd kinesisk chanbuddhist under Tangdynastin och grundare av en av de fem stora chanbuddhistiska inriktningarna i Kina, Yunmenskolan. Både hans eget namn, namnet på templet han kom att grunda och den skola han startade kommer av berget Yunmen i Guangdong där han lät uppföra sitt tempel. Hans skola blomstrade i omkring 300 år efter hans död varefter den i slutet av Södra Songdynastin kom att absorberas av Linjiskolan.
Vid 16 års ålder blev han lärjunge och munk under en vinayamästare vid namn Zhideng. Han studerade sedan Dharmaguptakas vinaya, reste omkring till diverse buddhistiska lärare och byggde år 923 ett kloster på Yunmenberget, där han sedan stannade i 30 år framåt.
Yunmen är i synnerhet känd för sina enordssvar på sina lärjungars frågor. Ett exempel är följande:
"När du dödar dina föräldrar, bekänner du din skuld inför Buddha. Men när du dödar buddhor och religiösa patriarker, till vem bekänner du din skuld?" varav Yunmen svarade "Lu" ("blottad"). Arton av hans mest kända fall med sådana korta svar finns i ett verk vid namn Biyan Lu, och hans egna skriverier är samlade i verket Yunmen Kuangzhen chanshi guanglu.

## Bildgalleri

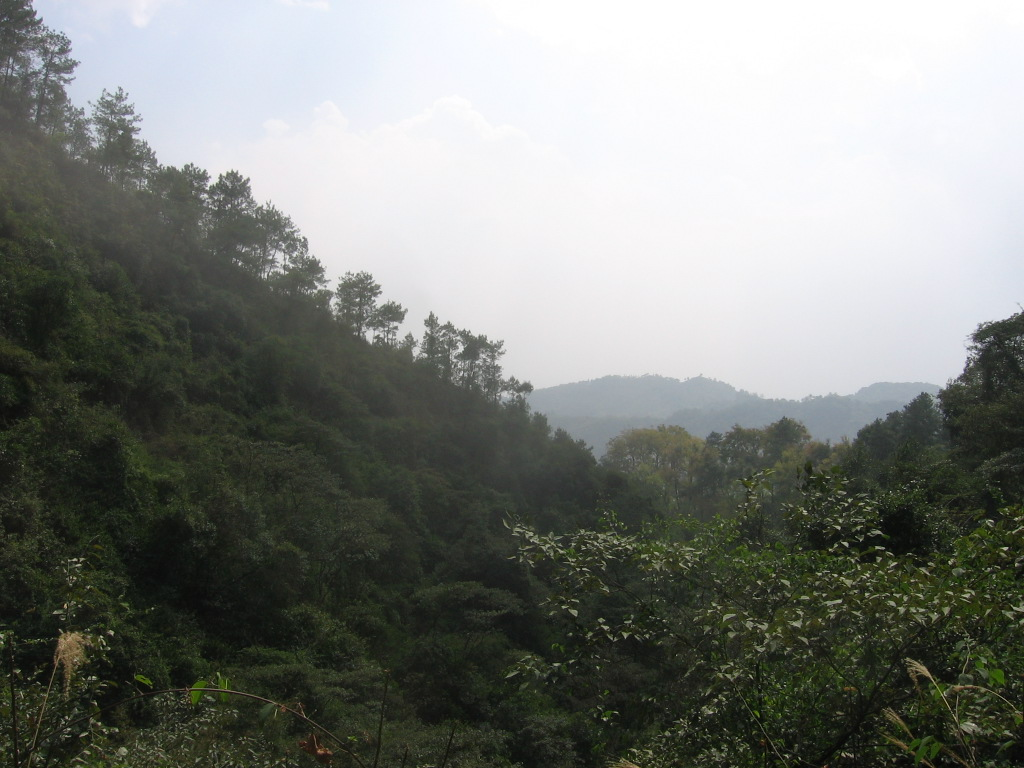
Yunmenberget.
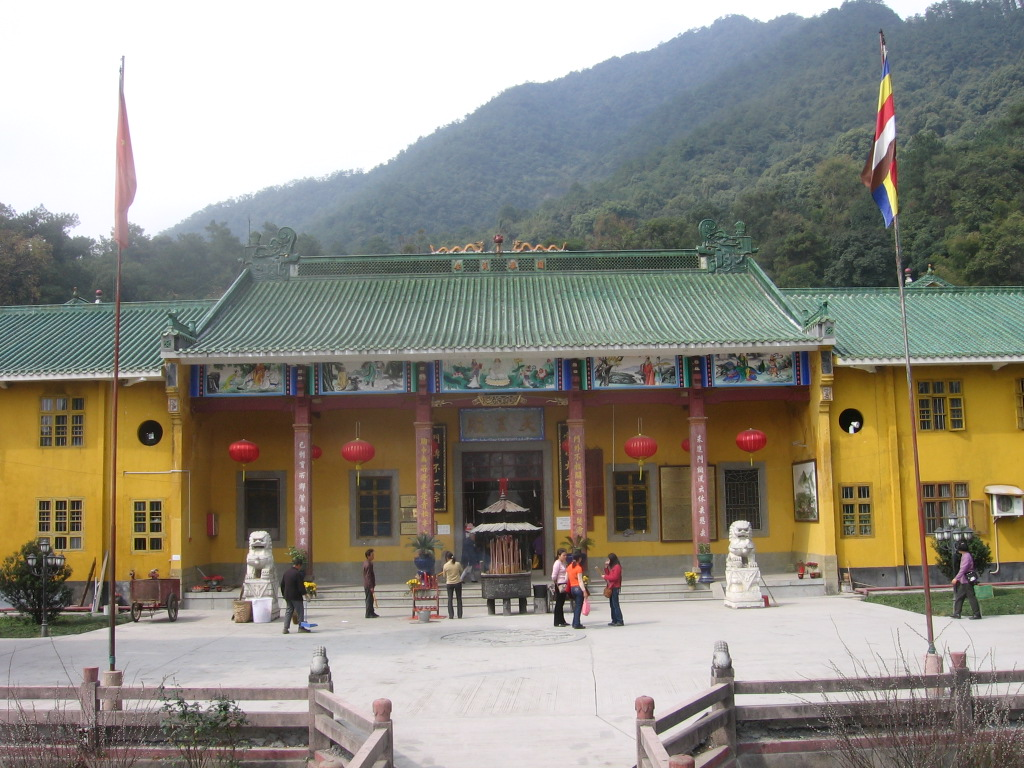
Dagens Yunmentempel.
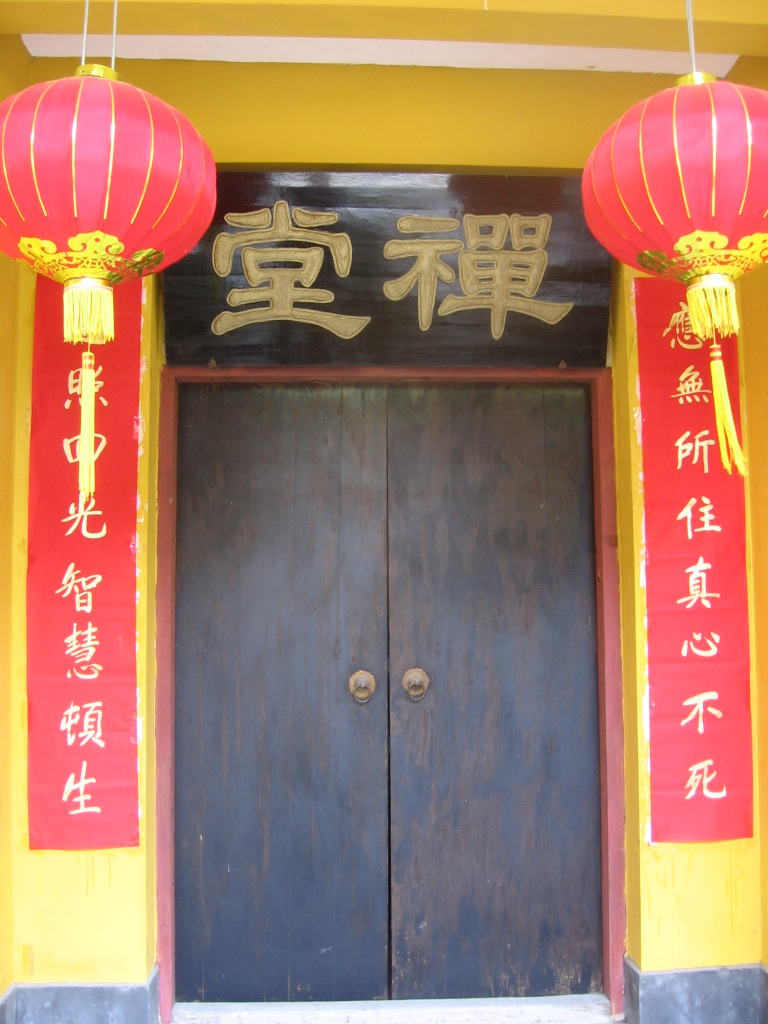
Ingången till templets chantang, meditiationshall.